# Sense escapatòria (pel·lícula de 2021)
Sense escapatòria (títol original en anglès, Out of Death) és una pel·lícula de thriller d'acció nord-americana del 2021 dirigida per Mike Burns i protagonitzada per Bruce Willis i Jaime King. Ha estat doblada i subtitulada al català.

## Repartiment
- Bruce Willis[7] com el policia retirat Jack Harris[8][9]
- Jaime King[7] com a Shannon Mathers[8][9]
- Lala Kent[10] as Deputy Officer Billie Jean Stanhope[8][9]
- Michael Sirow[7] com a Hank Rivers[9]
- Tyler Olson[7] com a Tommy Rivers[9]
- Kelly Greyson[7] com a Pam Harris[8][9]
- Mike Burns[7] com el policia Frank Rogers

## Rodatge
El rodatge es va realitzar el novembre de 2020. Les complicacions amb els protocols de seguretat del COVID-19 van crear dificultats per obtenir l'autorització del repartiment i la producció es va enrederir durant diversos dies. Com a resultat, tota la pel·lícula es va rodar en nou dies i totes les escenes de Bruce Willis, que incloïen 25 pàgines de diàlegs, es van rodar en només un dia. Sense escapatòria és una de les últimes pel·lícules protagonitzades per Willis, que es va retirar de l'actuació perquè li van diagnosticar demència frontotemporal.